# Série de championnat de la Ligue américaine de baseball 2009

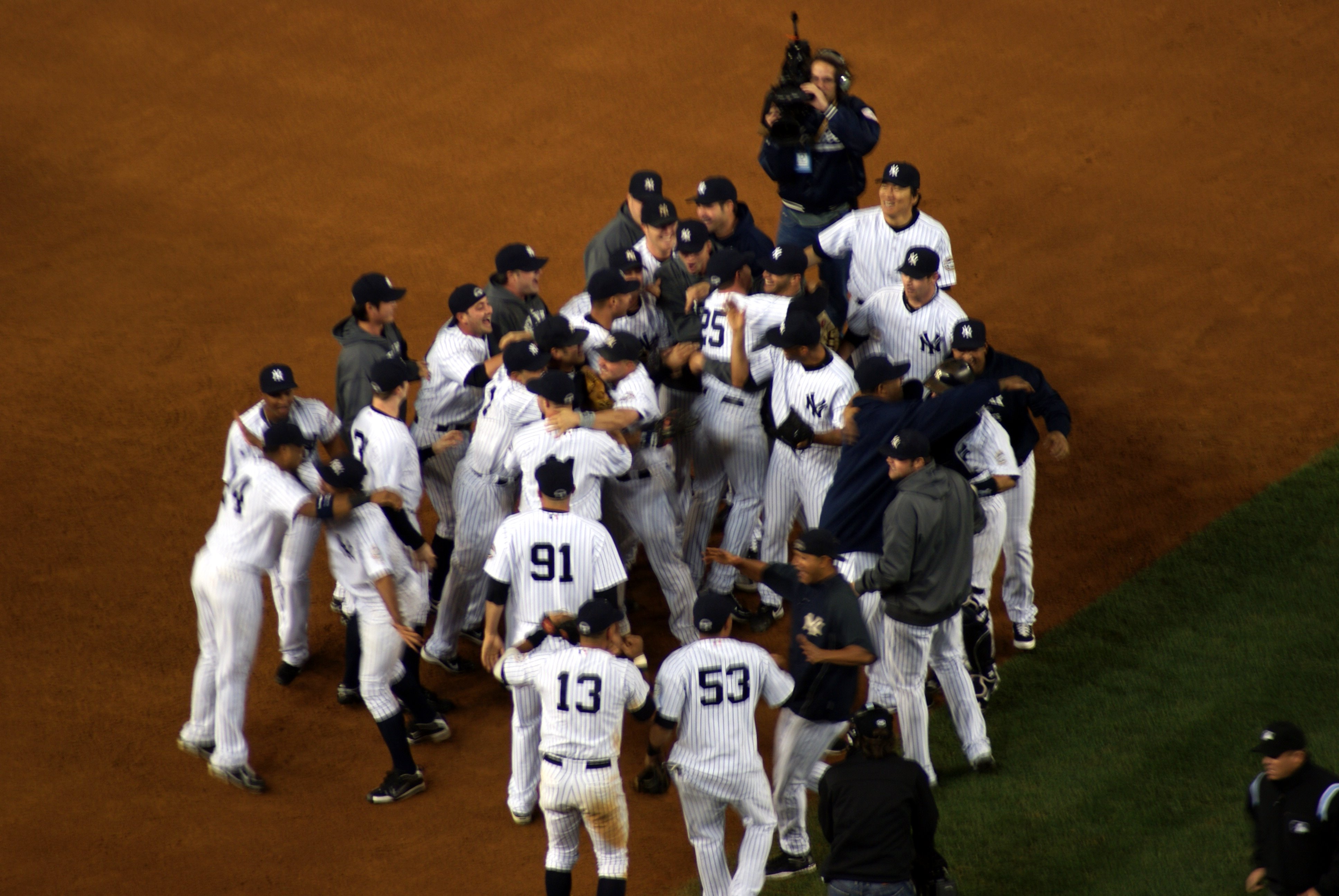
Les Yankees de New York célèbrent la conquête du titre de la Ligue américaine.

La Série de championnat de la Ligue américaine de baseball 2009 est la série finale de la Ligue américaine de baseball, dont l'issue déterminera le représentant de cette ligue à la Série mondiale 2009, la grande finale des Ligues majeures de baseball.
En 2009, cette série quatre de sept débute le vendredi 16 octobre et prend fin le dimanche 25 octobre par une victoire des Yankees de New York, quatre parties à deux sur les Angels de Los Angeles.

## Équipes en présence
Champions de la division Est de la Ligue nationale avec le meilleur dossier (103-59) du baseball majeur en saison régulière, les Yankees de New York ont remporté le championnat de la division Est pour ensuite éliminer les Twins du Minnesota dans le minimum de 3 parties en première ronde des séries.
Les Angels de Los Angeles d'Anaheim ont terminé en tête de la division Ouest pour la 3e saison consécutive avec 97 victoires et 65 défaites. Après avoir échoué trois fois au cours des cinq années précédentes dans leurs tentatives de vaincre les Red Sox de Boston en Série de division, ils ont renversé ceux-ci en seulement 3 parties en 2009. 
L'équipe d'Anaheim atteint la Série de championnat pour la première fois depuis 2005 et New York pour la première fois depuis 2004.
Les Angels et les Yankees ont partagé leur série annuelle, remportant chacun 5 victoires contre l'autre en saison régulière.

## Déroulement de la série

### Calendrier des rencontres
| Match | Date       | Visiteur              | Hôte                  | Score              |
| ----- | ---------- | --------------------- | --------------------- | ------------------ |
| 1     | 16 octobre | Angels de Los Angeles | Yankees de New York   | 1 - 4              |
| 2     | 17 octobre | Angels de Los Angeles | Yankees de New York   | 3 - 4 (13 manches) |
| 3     | 19 octobre | Yankees de New York   | Angels de Los Angeles | 4 - 5 (11 manches) |
| 4     | 20 octobre | Yankees de New York   | Angels de Los Angeles | 10 - 1             |
| 5     | 22 octobre | Yankees de New York   | Angels de Los Angeles | 6 - 7              |
| 6     | 24 octobre | Angels de Los Angeles | Yankees de New York   | 2 - 5              |

### Match 1
Vendredi 16 octobre 2009 au Yankee Stadium, New York, NY.
| Angels de Los Angeles | 0 | 0 | 0 | 1 | 0 | 0 | 0 | 0 | 0 | 1 | 4  | 3 |
| Yankees de New York | 2 | 0 | 0 | 0 | 1 | 1 | 0 | 0 | X | 4 | 10 | 0 |
| Lanceurs partants : LAA : John Lackey NYY : C.C. Sabathia Vic. : C.C. Sabathia (1-0) Déf. : John Lackey (0-1) Sauv. : Mariano Rivera (1) |   |   |   |   |   |   |   |   |   |   |    |   |

Les Angels commettent trois erreurs en défensive dans ce match inaugural de Série de championnat, permettant aux Yankees de compter deux points non mérités en première manche. New York prend les devants 2-0 aidé par une erreur du voltigeur de gauche Juan Rivera. Les points marquent sur un ballon-sacrifice d'Alex Rodriguez et un simple de Hideki Matsui. Un double de Matsui produit un point supplémentaire en 5e puis les Yankees prennent l'avance 4-1 sur un coup sûr de Derek Jeter en 6e. Au monticule, C.C. Sabathia éclipse John Lackey avec 7 retraits au bâton en 8 manches lancées.

### Match 2
Samedi 17 octobre 2009 au Yankee Stadium, New York, NY.
| Angels de Los Angeles | 0 | 0 | 0 | 0 | 2 | 0 | 0 | 0 | 0 | 0 | 1 | 0 | 0 | 3 | 8  | 2 |
| Yankees de New York | 0 | 1 | 1 | 0 | 0 | 0 | 0 | 0 | 0 | 0 | 1 | 0 | 1 | 4 | 13 | 3 |
| Lanceurs partants : LAA : Joe Saunders NYY : A.J. Burnett Vic. : David Robertson (1-0) Déf. : Ervin Santana (0-1) HRs: NYY : Derek Jeter (1), Alex Rodriguez (1) |   |   |   |   |   |   |   |   |   |   |   |   |   |   |    |   |

Le pointage demeure égal à 2-2 de la 5e à la 11e manche, alors que les Angels prennent les devants 3-2 sur un simple de Chone Figgins. Le stoppeur Brian Fuentes est incapable de préserver l'avance d'un point et accorde un circuit solo à Alex Rodriguez. En fin de 13e manche, Jerry Hairston entreprend le tour au bâton des Yankees avec un simple. Il marque quelques jeux plus tard sur une bévue coûteuse du joueur de deuxième but Maicer Izturis, qui commet la 5e erreur par un joueur des Angels depuis le début de cette série, menée par New York 2-0. D'une durée de 5 heures 10 minutes, cette partie est la 5e plus longue de l'histoire des séries éliminatoires du baseball majeur, et la 8e plus longue en termes de manches jouées. L'erreur d'Izturis est la 5e dans l'histoire à mettre fin à une partie éliminatoire, et celle survenue le plus tardivement dans une rencontre.

### Match 3
Lundi 19 octobre 2009 au Angel Stadium, Anaheim, Californie.
| Yankees de New York | 1 | 0 | 0 | 1 | 1 | 0 | 0 | 1 | 0 | 0 | 0 | 4 | 8  | 0 |
| Angels de Los Angeles | 0 | 0 | 0 | 0 | 1 | 2 | 1 | 0 | 0 | 0 | 1 | 5 | 13 | 0 |
| Lanceurs partants : NYY : Andy Pettitte LAA : Jered Weaver Vic. : Ervin Santana (1-1) Déf. : Alfredo Aceves (0-1) HRs : NYY : Derek Jeter (2), Alex Rodriguez (2), Johnny Damon (1), Jorge Posada (1) LAA : Howie Kendrick (1), Vladimir Guerrero (1) |   |   |   |   |   |   |   |   |   |   |   |   |    |   |

Les Angels l'ont emporté 5-4 en 11 manches grâce à un double de Jeff Mathis.

### Match 4
Mardi 20 octobre 2009 au Angel Stadium, Anaheim, Californie.
| Yankees de New York | 0 | 0 | 0 | 3 | 2 | 0 | 0 | 2 | 3 | 10 | 13 | 0 |
| Angels de Los Angeles | 0 | 0 | 0 | 0 | 1 | 0 | 0 | 0 | 0 | 1  | 5  | 1 |
| Lanceurs partants : NYY : C.C. Sabathia LAA : Scott Kazmir Vic. : C.C. Sabathia (2-0) Déf. : Scott Kazmir (0-1) HRs : NYY : Alex Rodriguez (3), Johnny Damon (2) LAA : Kendry Morales (1) |   |   |   |   |   |   |   |   |   |    |    |   |

### Match 5
Jeudi 22 octobre 2009 au Angel Stadium, Anaheim, Californie.
| Yankees de New York | 0 | 0 | 0 | 0 | 0 | 0 | 6 | 0 | 0 | 6 | 9  | 0 |
| Angels de Los Angeles | 4 | 0 | 0 | 0 | 0 | 0 | 3 | 0 | X | 7 | 12 | 0 |
| Lanceurs partants : NYY : A.J. Burnett LAA : John Lackey Vic. : Kevin Jepsen (1-0) Déf. : Phil Hughes (0-1) Sauv. : Brian Fuentes (1) |   |   |   |   |   |   |   |   |   |   |    |   |

### Match 6
Dimanche 25 octobre 2009 au Yankee Stadium, New York, NY.
| Angels de Los Angeles | 0 | 0 | 1 | 0 | 0 | 0 | 0 | 1 | 0 | 2 | 9 | 2 |
| Yankees de New York | 0 | 0 | 0 | 3 | 0 | 0 | 0 | 2 | X | 5 | 9 | 0 |
| Lanceurs partants : LAA : Joe Saunders NYY : Andy Pettitte Vic. : Andy Pettitte (1-0) Déf. : Joe Saunders (0-1) Sauv. : Mariano Rivera (2) |   |   |   |   |   |   |   |   |   |   |   |   |

Devant une foule de 50 173 personnes, un record au nouveau Yankee Stadium de New York, l'équipe locale a remporté son 40e championnat de la Ligue américaine, un autre record, avec une victoire de 5-2. Le lanceur Andy Pettitte, 37 ans, a établi une nouvelle marque du baseball majeur avec une 16e victoire en matchs d'après-saison, une de plus que John Smoltz. Malgré les 3 coups sûrs en 4 présences de Vladimir Guerrero, les Yankees sont revenus de l'arrière en marquant 3 fois en 4e manche. Mariano Rivera a fermé la porte aux Angels en 9e manche pour son second sauvetage de la série.

## Joueur par excellence
À sa première année comme joueur des Yankees, le lanceur C.C. Sabathia a été nommé joueur par excellence de la Série de championnat de la Ligue américaine. Le gaucher a effectué deux départs contre les Angels, accordant seulement deux points en 16 manches lancées pour une moyenne de points mérités de 1,12. Il a été crédité de la victoire dans les matchs 1 et 4 de la série.